# Homidiana ducatrix
Homidiana ducatrix är en fjärilsart som beskrevs av Ludwig Wilhelm Schaufuss 1870. Homidiana ducatrix ingår i släktet Homidiana och familjen Sematuridae. Inga underarter finns listade i Catalogue of Life.